# Joan de Castella (infant)
Joan de Castella (1355 - 1405) era fill natural de Pere I de Castella dit el Cruel i Juana de Castro.
El seu pare el reconegué en el seu testament, document en el qual el nomenà a l'herència dels seus dominis en cas de decés sense fills les tres infantes filles de Na Maria de Padilla. Passà a Anglaterra amb el seu pare, i allí va romandre fins al regnat de Joan II.
El 1386 fou empresonat en la fortalesa de Sòria sota la custodia de Beltrán de Eril, amb la filla del qual Elvira de Eril y Falces es casà l'infant Joan. Fruit d'aquest matrimoni amb Elvira d'Eril nasqué un fill i una filla:
- Pere de Castella (1394-1461), bisbe d'Osma i Palència
- Constança de Castella (c. 1405-1478), que fou priora del convent de Santo Domingo el Real de Madrid, en el que fou sepultada a la seva mort.

Les despulles de l'infant Joan de Castella reposen al costat de les del seu pare en la cripta de la Capella Reial de la Catedral de Sevilla.